# Mesosoma
Der Ausdruck Mesosoma bezeichnet bei Taillenwespen (Apocrita, also den Hautflüglern mit Wespentaille) die Verschmelzung des gesamten Thorax mit dem ersten Segment des Hinterleibs (Abdomen).
Das Sternum des ersten Abdominalsegments ist in diesem Falle reduziert und wird als Propodeum oder Epinotum bezeichnet. Es ist fest mit dem Metanotum verwachsen. An das Mesosoma schließt sich der „Rest“ des Hinterleibs an, der als Metasoma bezeichnet wird.
Auch bei Gespenstschrecken (Phasmida) und Ohrwürmern (Dermaptera) und bei einem Teil der Kieferläuse (Mallophaga) kommt es zu einer mehr oder weniger starken Verschmelzung des Metathorax mit dem ersten Hinterleibssegment.

## Einzelbelege
1. ↑  Vilhelmsen, Lars, Istvan Miko, Lars Krogmann: Beyond the wasp‐waist: structural diversity and phylogenetic significance of the mesosoma in apocritan wasps (Insecta: Hymenoptera). In: Zoological Journal of the Linnean Society. Band 159, Nr. 1, 2010, S. 22–194, doi:10.1111/j.1096-3642.2009.00576.x
2. ↑  Bernhard Seifert: Ameisen: beobachten, bestimmen. Naturbuch Verlag, Augsburg 1996, ISBN 3-89440-170-2, S. 10–16.
3. ↑  Malkiat S.Saini, Surjit S. Dhillon: Metapleural transformations with respect to propodeum and metapostnotum in Hymenoptera. In: Florida Entomologist. 1980, S. 286–292.